# Hans Egede Budtz
Hans Egede Budtz född 8 augusti 1889 i Slagelse död 29 juni 1968, dansk skådespelare och teaterregissör. Han var gift med skådespelaren Thora Egede Budtz. 
Budtz studerade vid Det kongelige Teaters elevskole 1913-1915 efter att tidigare studerat drama för Thorkild Roose. Han scendebuterade vid Det Kongelige Teater 1915 i rollen som Klint i Genboerne. 

## Filmografi (urval)
- 1955 - Våldtaget land
- 1941 - Wienerbarnet
- 1939 - I dag begynder livet
- 1938 - Alarm
- 1934 - Nøddebo Præstegård